# Équipe de Suisse de football en 1941
Cet article présente les résultats de l'équipe de Suisse de football lors de l'année 1941.

## Bilan
|           | Nombre de matchs | Victoires | Défaites | Matchs nuls | Buts marqués | Buts encaissés |
| Domicile  | 2                | 1         | 1        | 0           | 3            | 3              |
| Extérieur | 2                | 0         | 2        | 0           | 4            | 7              |
| Neutre    | 0                | 0         | 0        | 0           | 0            | 0              |
| Total     | 4                | 1         | 3        | 0           | 7            | 10             |

## Matchs et résultats
| Match amical                            | Allemagne                                  | 4 - 2   | Suisse                        | Adolf-Hitler-Kampfbahn, Stuttgart                  |                                                    |
| 9 mars 1941 · Historique des rencontres | Schön 12e 46e · Kobierski 49e · Walter 52e | (1 - 1) | 22e Monnard · 87e (csc) Rohde | Spectateurs : 60 000 Arbitrage : Raffaele Scorzoni | Spectateurs : 60 000 Arbitrage : Raffaele Scorzoni |
| 9 mars 1941 · Historique des rencontres | Rapport                                    |         |                               | Spectateurs : 60 000 Arbitrage : Raffaele Scorzoni | Spectateurs : 60 000 Arbitrage : Raffaele Scorzoni |

| Match amical                              | Suisse          | 2 - 1   | Allemagne     | Wankdorf, Berne                                  |                                                  |
| 20 avril 1941 · Historique des rencontres | Monnard 41e 77e | (1 - 1) | 32e Hahnemann | Spectateurs : 32 000 Arbitrage : Giuseppe Scarpi | Spectateurs : 32 000 Arbitrage : Giuseppe Scarpi |
| 20 avril 1941 · Historique des rencontres | Rapport         |         |               | Spectateurs : 32 000 Arbitrage : Giuseppe Scarpi | Spectateurs : 32 000 Arbitrage : Giuseppe Scarpi |

| Match amical                                 | Suisse      | 1 - 2   | Hongrie                  | Hardturm, Zurich                                      |                                                       |
| 16 novembre 1941 · Historique des rencontres | Monnard 76e | (0 - 1) | 45e Kovács · 74e Olajkár | Spectateurs : 23 000 Arbitrage : Peter Joseph Bauwens | Spectateurs : 23 000 Arbitrage : Peter Joseph Bauwens |
| 16 novembre 1941 · Historique des rencontres | Rapport     |         |                          | Spectateurs : 23 000 Arbitrage : Peter Joseph Bauwens | Spectateurs : 23 000 Arbitrage : Peter Joseph Bauwens |

| Match amical                                 | Espagne                   | 3 - 2   | Suisse                      | Mestalla, Valence                              |                                                |
| 28 décembre 1941 · Historique des rencontres | Campos 5e · Mundo 63e 70e | (1 - 1) | 33e Kappenberger · 87e Aeby | Spectateurs : 21 000 Arbitrage : Carlos Canuto | Spectateurs : 21 000 Arbitrage : Carlos Canuto |
| 28 décembre 1941 · Historique des rencontres | Rapport                   |         |                             | Spectateurs : 21 000 Arbitrage : Carlos Canuto | Spectateurs : 21 000 Arbitrage : Carlos Canuto |